# Uromancia
Uromancia é a forma de adivinhação do futuro através das bolhas formadas quando se urina em uma privada.
A origem pode ser achada na medicina, onde a examinação da urina pode ser usada como ferramenta de diagnostico. Como varias formas de adivinhação o adivinho além de comentar sobre a saúde da pessoa também fala sobre o futuro.
O sufixo mancia é derivado do grego, manteia, que significa adivinhação do futuro.